# Tramway de DuBois
Le tramway de DuBois est situé dans la ville de DuBois dans le comté de Clearfield en Pennsylvanie, à environ 150 kilomètres au nord de Pittsburgh.

## Historique
Les premières évocations d'un tramway à DuBois intervinrent le 14 avril 1890 avec la fondation de la DuBois Traction Passenger Railway Company. Bien que quelques investisseurs locaux furent inclus, le projet était celui d'hommes d'affaires de Kittanning et Ford City.

## Sources